# Troisième circonscription du Var
La troisième circonscription du Var est l'une des huit circonscriptions législatives du département du Var en France. Elle est représentée dans la XVIe législature de la Cinquième République française par Stéphane Rambaud, député du Rassemblement national.

## Description géographique
Depuis sa création en 1821, la situation géographique de la troisième circonscription du Var a plusieurs fois varié. Recouvrant au départ le sud-ouest du Var, elle s'étend de 1831 à 1848 sur la partie est du département actuel. Elle retrouve le sud-ouest du Var de 1852 à 1863 avant d'être supprimée jusqu'en 1870.

### De 1958 à 1986
La troisième circonscription du Var  était composée de :
- Canton de Toulon-II
- Canton de Toulon-III
- Canton de Toulon-IV

Source : Journal Officiel du 14-15 Octobre 1958.

### De 1988 à 2010
Le redécoupage électoral de 1986 défini par la loi no 86-1197 du 24 novembre 1986 délimite la troisième circonscription du Var en lui attribuant les cinq cantons suivants : 
- Canton d'Hyères-Est
- Canton d'Hyères-Ouest
- Canton de La Crau
- Canton de La Garde
- Canton de la Valette-du-Var.

### Depuis 2010
Le redécoupage de 2010, en vigueur à partir des élections législatives de 2012, diminue la taille de la circonscription en lui retirant le canton de la Valette-du-Var au profit de la deuxième circonscription du Var. L'ordonnance no 2009-935 du 29 juillet 2009, votée par le Parlement le 21 janvier 2010, attribue ainsi à la troisième circonscription la composition cantonale suivante : 
- Canton d'Hyères-Est
- Canton d'Hyères-Ouest
- Canton de La Crau
- Canton de La Garde.

Au total, la circonscription est composée de six communes : Carqueiranne, Hyères, La Crau, La Garde, La Londe-les-Maures et Le Pradet.
Le tableau suivant présente les conseillers départementaux et les maires de la circonscription, et leur tendance politique.
| Canton   | Conseillers départementaux | Conseillers départementaux | Commune   | Maire                   | Maire                     |
| -------- | -------------------------- | -------------------------- | --------- | ----------------------- | ------------------------- |
| Hyères   |                            | Véronique Bernardini (LR)  | Hyères    |                         | Jean-Pierre Giran (LR)    |
| Hyères   | Francis Roux (UDI)         |                            | Hyères    |                         | Jean-Pierre Giran (LR)    |
| La Crau  |                            | Patricia Arnould (DVD)     | Hyères    |                         | Jean-Pierre Giran (LR)    |
| La Crau  | Carqueiranne               | Patricia Arnould (DVD)     |           | Robert Masson (LR)      |                           |
| La Crau  | Marc Giraud (LR)           | La Crau                    |           | Christian Simon (LR)    |                           |
| La Crau  | Marc Giraud (LR)           | La Londe-les-Maures        |           | François de Canson (LR) |                           |
| La Garde |                            | Jean-Louis Masson (LR)     | La Garde  |                         | Jean-Claude Charlois (LR) |
| La Garde |                            | Valérie Rialland (UDI)     | Le Pradet |                         | Hervé Stassinos (LR)      |

## Description démographique
D'après le recensement général de la population en 2022, réalisé par l'Institut national de la statistique et des études économiques (INSEE), la population totale de cette circonscription est estimée à 132 120 habitants,.

| Nom                 | Code Insee | Intercommunalité                       | Superficie (km2) | Population (dernière pop. légale) | Densité (hab./km2) |
| ------------------- | ---------- | -------------------------------------- | ---------------- | --------------------------------- | ------------------ |
| Carqueiranne        | 83034      | Métropole Toulon-Provence-Méditerranée | 14,48            | 9 412 (2022)                      | 650                |
| Hyères              | 83069      | Métropole Toulon-Provence-Méditerranée | 132,38           | 55 384 (2022)                     | 418                |
| La Crau             | 83047      | Métropole Toulon-Provence-Méditerranée | 37,87            | 19 416 (2022)                     | 513                |
| La Garde            | 83062      | Métropole Toulon-Provence-Méditerranée | 15,54            | 26 316 (2022)                     | 1 693              |
| La Londe-les-Maures | 83071      | CC Méditerranée Porte des Maures       | 79,29            | 11 010 (2022)                     | 139                |
| Le Pradet           | 83098      | Métropole Toulon-Provence-Méditerranée | 9,97             | 10 582 (2022)                     | 1 061              |

## Historique des députations
| Législature | Début de mandat | Fin de mandat   | Député                               | Parti politique | Observations |
| ----------- | --------------- | --------------- | ------------------------------------ | --------------- | --- |
| VIIIe       | 2 avril 1986    | 14 mai 1988     | Yann Piat                            | FN              | Proportionnelle par département, pas de député par circonscription. Mandat écourté à la suite d'une dissolution parlementaire décidée par François Mitterrand. |
| IXe         | 23 juin 1988    | 1er avril 1993  | Yann Piat                            | FN puis UDF     | |
| Xe          | 2 avril 1993    | 25 février 1994 | Yann Piat                            | UDF             | Yann Piat est assassinée le 25 février 1994. Mandat écourté à la suite d'une dissolution parlementaire décidée par Jacques Chirac.                             |
| Xe          | 25 février 1994 | 21 avril 1997   | Philippe de La Lombardière de Canson | RPR             | Yann Piat est assassinée le 25 février 1994. Mandat écourté à la suite d'une dissolution parlementaire décidée par Jacques Chirac.                             |
| XIe         | 12 juin 1997    | 18 juin 2002    | Jean-Pierre Giran                    | UMP             | |
| XIIe        | 19 juin 2002    | 19 juin 2007    | Jean-Pierre Giran                    | UMP             | |
| XIIIe       | 20 juin 2007    | 19 juin 2012    | Jean-Pierre Giran                    | UMP             | Conseiller municipal de Hyères |
| XIVe        | 20 juin 2012    | 20 juin 2017    | Jean-Pierre Giran                    | UMP             | Conseiller municipal de Hyères |
| XVe         | 21 juin 2017    | 2 août 2020     | Jean-Louis Masson                    | LR              | Jean-Louis Masson est élu maire de La Garde en 2020. |
| XVe         | 3 août 2020     | 21 juin 2022    | Édith Audibert                       | LR              | Jean-Louis Masson est élu maire de La Garde en 2020. |
| XVIe        | 16 juin 2022    | 9 juin 2024     | Stéphane Rambaud                     | RN              | Mandat écourté à la suite d'une dissolution parlementaire décidée par Emmanuel Macron.                                                                         |
| XVIIe       | 8 juillet 2024  | En cours        | Stéphane Rambaud                     | RN              | |

## Historique des élections

### Élections de 1958
| Candidat       | Candidat                | Parti          | Premier tour | Premier tour | Second tour | Second tour |  |
| Candidat       | Candidat                | Parti          | Voix         | %            | Voix        | %           |  |
| -------------- | ----------------------- | -------------- | ------------ | ------------ | ----------- | ----------- |  |
|                | Henri Fabre élu         | UNR            | 15 150       | 32,87        | 27 270      | 57,41       |  |
|                | Édouard Le Bellegou     | SFIO           | 10 684       | 23,18        | 10 628      | 22,37       |  |
|                | Jean Bartolini          | PCF            | 9 325        | 20,23        | 9 603       | 20,22       |  |
|                | Louis Puy               | CNIP           | 6 101        | 13,24        | Retrait     | Retrait     |  |
|                | Raymond Grisoni         | Modérés        | 4 211        | 9,14         | Retrait     | Retrait     |  |
|                | Frédéric Fortoul-Gardel | Divers         | 623          | 1,35         |             |             |  |
|                |                         |                |              |              |             |             |  |
| Inscrits       | Inscrits                | Inscrits       | 68 966       | 100,00       | 68 870      | 100,00      |  |
| Abstentions    | Abstentions             | Abstentions    | 22 163       | 32,14        | 20 868      | 30,3        |  |
| Votants        | Votants                 | Votants        | 46 803       | 67,86        | 48 002      | 69,7        |  |
| Blancs et nuls | Blancs et nuls          | Blancs et nuls | 709          | 1,51         | 501         | 1,04        |  |
| Exprimés       | Exprimés                | Exprimés       | 46 094       | 98,49        | 47 501      | 98,96       |  |

Le suppléant de Henri Fabre était Jean Chanard.

### Élections de 1962
| Candidat       | Candidat             | Parti          | Premier tour | Premier tour | Second tour | Second tour |  |
| Candidat       | Candidat             | Parti          | Voix         | %            | Voix        | %           |  |
| -------------- | -------------------- | -------------- | ------------ | ------------ | ----------- | ----------- |  |
|                | Lucien Bourgeois élu | UNR-UDT        | 13 971       | 36,09        | 23 015      | 61,93       |  |
|                | François Golesi      | PCF            | 8 877        | 22,93        | 14 149      | 38,07       |  |
|                | Henri Fabre sortant  | Modérés        | 7 801        | 20,15        | Retrait     | Retrait     |  |
|                | Édouard Le Bellegou  | SFIO           | 5 932        | 15,32        | Retrait     | Retrait     |  |
|                | Louis Puy            | Modérés        | 2 131        | 5,5          | Retrait     | Retrait     |  |
|                |                      |                |              |              |             |             |  |
| Inscrits       | Inscrits             | Inscrits       | 70 975       | 100,00       | 70 982      | 100,00      |  |
| Abstentions    | Abstentions          | Abstentions    | 31 636       | 44,57        | 30 435      | 42,88       |  |
| Votants        | Votants              | Votants        | 39 339       | 55,43        | 40 547      | 57,12       |  |
| Blancs et nuls | Blancs et nuls       | Blancs et nuls | 627          | 1,59         | 3 383       | 8,34        |  |
| Exprimés       | Exprimés             | Exprimés       | 38 712       | 98,41        | 37 164      | 91,66       |  |

Le suppléant de Lucien Bourgeois était René Blanchard, colonel d'infanterie de marine en retraite.

### Élections de 1967
| Candidat                    | Candidat                     | Parti                 | Premier tour | Premier tour | Second tour | Second tour |  |
| Candidat                    | Candidat                     | Parti                 | Voix         | %            | Voix        | %           |  |
| --------------------------- | ---------------------------- | --------------------- | ------------ | ------------ | ----------- | ----------- |  |
|                             | Pierre Pouyade élu           | UD-Ve                 | 16 938       | 31,38        | 23 441      | 41,75       |  |
|                             | Maurice Delplace             | PCF                   | 12 676       | 23,49        | 18 840      | 33,55       |  |
|                             | Jean-Louis Tixier-Vignancour | Extrême droite (ARLP) | 10 497       | 19,45        | 13 865      | 24,69       |  |
|                             | Henri Fabre                  | CD (PDM)              | 7 637        | 14,15        | Retrait     | Retrait     |  |
|                             | Henri Auzende                | FGDS (SFIO)           | 6 213        | 11,51        |             |             |  |
|                             |                              |                       |              |              |             |             |  |
| Inscrits                    | Inscrits                     | Inscrits              | 73 170       | 100,00       | 74 169      | 100,00      |  |
| Abstentions                 | Abstentions                  | Abstentions           | 18 179       | 24,84        | 17 074      | 23,02       |  |
| Votants                     | Votants                      | Votants               | 54 991       | 75,16        | 57 095      | 76,98       |  |
| Blancs et nuls              | Blancs et nuls               | Blancs et nuls        | 1 030        | 1,87         | 949         | 1,66        |  |
| Exprimés                    | Exprimés                     | Exprimés              | 53 961       | 98,13        | 56 146      | 98,34       |  |
| Source : Gallica et CEVIPOF |                              |                       |              |              |             |             |  |

Le suppléant de Pierre Pouyade était Jean-Pierre Sériès, industriel.

### Élections de 1968
| Candidat       | Candidat                     | Parti          | Premier tour | Premier tour | Second tour | Second tour |  |
| Candidat       | Candidat                     | Parti          | Voix         | %            | Voix        | %           |  |
| -------------- | ---------------------------- | -------------- | ------------ | ------------ | ----------- | ----------- |  |
|                | Pierre Pouyade sortant réélu | UDR (URP)      | 24 143       | 46,05        | 29 809      | 62,55       |  |
|                | Maurice Delplace             | PCF            | 12 099       | 23,08        | 17 850      | 37,45       |  |
|                | Raoul Caffarena              | CD (PDM)       | 10 635       | 20,28        | Retrait     | Retrait     |  |
|                | Marius Massardier            | FGDS (SFIO)    | 5 554        | 10,59        |             |             |  |
|                |                              |                |              |              |             |             |  |
| Inscrits       | Inscrits                     | Inscrits       | 72 684       | 100,00       | 72 683      | 100,00      |  |
| Abstentions    | Abstentions                  | Abstentions    | 19 608       | 26,98        | 21 062      | 28,98       |  |
| Votants        | Votants                      | Votants        | 53 076       | 73,02        | 51 621      | 71,02       |  |
| Blancs et nuls | Blancs et nuls               | Blancs et nuls | 645          | 1,22         | 3 962       | 7,68        |  |
| Exprimés       | Exprimés                     | Exprimés       | 52 431       | 98,78        | 47 659      | 92,32       |  |

Le suppléant de Pierre Pouyade était Jean-Pierre Sériès.

### Élections de 1973
| Candidat       | Candidat                  | Parti          | Premier tour | Premier tour | Second tour | Second tour |  |
| Candidat       | Candidat                  | Parti          | Voix         | %            | Voix        | %           |  |
| -------------- | ------------------------- | -------------- | ------------ | ------------ | ----------- | ----------- |  |
|                | Aymeric Simon-Lorière élu | UDR (URP)      | 16 275       | 27,32        | 30 849      | 52,62       |  |
|                | Maurice Delplace          | PCF            | 15 512       | 26,04        | 27 774      | 47,38       |  |
|                | Henri Fabre               | CD (MR)        | 12 714       | 21,35        | Retrait     | Retrait     |  |
|                | Jean-Paul Ferrier         | PS (UGSD)      | 9 813        | 16,47        | Retrait     | Retrait     |  |
|                | Henri Piéroni             | CNIP           | 3 274        | 5,5          |             |             |  |
|                | Michel Flayeux            | LCR            | 1 367        | 2,3          |             |             |  |
|                | M. Hurtado de Mendoza     | Extrême droite | 608          | 1,02         |             |             |  |
|                |                           |                |              |              |             |             |  |
| Inscrits       | Inscrits                  | Inscrits       | 80 566       | 100,00       | 80 566      | 100,00      |  |
| Abstentions    | Abstentions               | Abstentions    | 19 878       | 24,67        | 18 979      | 23,56       |  |
| Votants        | Votants                   | Votants        | 60 688       | 75,33        | 61 587      | 76,44       |  |
| Blancs et nuls | Blancs et nuls            | Blancs et nuls | 1 125        | 1,85         | 2 964       | 4,81        |  |
| Exprimés       | Exprimés                  | Exprimés       | 59 563       | 98,15        | 58 623      | 95,19       |  |

Le suppléant d'Aymeric Simon-Lorière était Bernard Lafont, Union Travailliste, commerçant et directeur technique de sociétés. Bernard Lafont remplaça Aymeric Simon-Lorière, décédé, du 22 avril 1977 au 2 avril 1978.

### Élections de 1978
| Candidat       | Candidat               | Parti          | Premier tour | Premier tour | Second tour | Second tour |  |
| Candidat       | Candidat               | Parti          | Voix         | %            | Voix        | %           |  |
| -------------- | ---------------------- | -------------- | ------------ | ------------ | ----------- | ----------- |  |
|                | Maurice Arreckx élu    | UDF (PR)       | 20 314       | 26,24        | 44 069      | 56,23       |  |
|                | Maurice Delplace       | PCF            | 18 711       | 24,17        | 34 299      | 43,77       |  |
|                | Pierre Mazeaud         | RPR            | 13 325       | 17,21        | Retrait     | Retrait     |  |
|                | Yvonne Arrou-Vignod    | PS             | 12 137       | 15,68        | Retrait     | Retrait     |  |
|                | Bernard Lafont sortant | MDD            | 7 525        | 9,72         |             |             |  |
|                | Yves Michelon          | Écologie 78    | 3 288        | 4,25         |             |             |  |
|                | Georges Condet         | PFN            | 1 382        | 1,79         |             |             |  |
|                | Diana Miedzigorski     | LO             | 733          | 0,95         |             |             |  |
|                |                        |                |              |              |             |             |  |
| Inscrits       | Inscrits               | Inscrits       | 96 361       | 100,00       | 96 361      | 100,00      |  |
| Abstentions    | Abstentions            | Abstentions    | 17 867       | 18,54        | 15 375      | 15,96       |  |
| Votants        | Votants                | Votants        | 78 494       | 81,46        | 80 986      | 84,04       |  |
| Blancs et nuls | Blancs et nuls         | Blancs et nuls | 1 079        | 1,37         | 2 618       | 3,23        |  |
| Exprimés       | Exprimés               | Exprimés       | 77 415       | 98,63        | 78 368      | 96,77       |  |

Le suppléant de Maurice Arreckx était Henri Fabre, ancien député.

### Élections de 1981
| Candidat       | Candidat                | Parti          | Premier tour | Premier tour | Second tour | Second tour |  |
| Candidat       | Candidat                | Parti          | Voix         | %            | Voix        | %           |  |
| -------------- | ----------------------- | -------------- | ------------ | ------------ | ----------- | ----------- |  |
|                | Maurice Arreckx sortant | UDF (PR)       | 32 841       | 48,50        | 37 241      | 49,45       |  |
|                | Guy Durbec élu          | PS             | 22 984       | 33,94        | 38 074      | 50,55       |  |
|                | Henri Fouchier          | PCF            | 10 167       | 15,01        |             |             |  |
|                | Jacques-Henri Baixe     | Divers droite  | 1 157        | 1,71         |             |             |  |
|                | Jeannine Barbotte       | MDD            | 570          | 0,84         |             |             |  |
|                |                         |                |              |              |             |             |  |
| Inscrits       | Inscrits                | Inscrits       | 97 784       | 100,00       | 97 784      | 100,00      |  |
| Abstentions    | Abstentions             | Abstentions    | 29 241       | 29,9         | 21 336      | 21,82       |  |
| Votants        | Votants                 | Votants        | 68 543       | 70,1         | 76 448      | 78,18       |  |
| Blancs et nuls | Blancs et nuls          | Blancs et nuls | 824          | 1,2          | 1 133       | 1,48        |  |
| Exprimés       | Exprimés                | Exprimés       | 67 719       | 98,8         | 75 315      | 98,52       |  |

Le suppléant de Guy Durbec était Jean-Paul Ferrier, agrégé de l'Université.

### Élections de 1988
| Candidat       | Candidat                  | Parti                      | Premier tour | Premier tour | Second tour | Second tour |  |
| Candidat       | Candidat                  | Parti                      | Voix         | %            | Voix        | %           |  |
| -------------- | ------------------------- | -------------------------- | ------------ | ------------ | ----------- | ----------- |  |
|                | Gaston Biancotto          | PS                         | 15 807       | 29,48        | 26 608      | 46,28       |  |
|                | Yann Piat sortante réélue | FN                         | 12 475       | 23,26        | 30 882      | 53,72       |  |
|                | Léopold Ritondale         | Divers droite (URC)        | 11 830       | 22,06        | Retrait     | Retrait     |  |
|                | Joseph Sercia             | Divers droite              | 8 604        | 16,05        |             |             |  |
|                | Serge Nanni               | PCF                        | 4 722        | 8,81         |             |             |  |
|                | Francis-Paul Bonnet       | PFN                        | 184          | 0,34         |             |             |  |
|                | Thierry Dusigne           | Divers gauche (Maj. prés.) | 0            | 0            |             |             |  |
|                |                           |                            |              |              |             |             |  |
| Inscrits       | Inscrits                  | Inscrits                   | 82 832       | 100,00       | 82 829      | 100,00      |  |
| Abstentions    | Abstentions               | Abstentions                | 28 071       | 33,89        | 22 676      | 27,38       |  |
| Votants        | Votants                   | Votants                    | 54 761       | 66,11        | 60 153      | 72,62       |  |
| Blancs et nuls | Blancs et nuls            | Blancs et nuls             | 1 139        | 2,08         | 2 663       | 4,43        |  |
| Exprimés       | Exprimés                  | Exprimés                   | 53 622       | 97,92        | 57 490      | 95,57       |  |

Le suppléant de Yann Piat était Gérard Orts, conseiller municipal de La Valette-du-Var.

### Élections de 1993
| Candidat       | Candidat                  | Parti          | Premier tour | Premier tour | Second tour | Second tour |  |
| Candidat       | Candidat                  | Parti          | Voix         | %            | Voix        | %           |  |
| -------------- | ------------------------- | -------------- | ------------ | ------------ | ----------- | ----------- |  |
|                | Yann Piat sortante réélue | UDF (PR)       | 15 707       | 26,57        | 21 427      | 42,4        |  |
|                | Joseph Sercia             | Divers droite  | 12 124       | 20,51        | 15 870      | 31,41       |  |
|                | Jean-Jacques Gérardin     | FN             | 11 608       | 19,63        | 13 233      | 26,19       |  |
|                | Roland Joffre             | PS (ADFP)      | 6 490        | 10,98        |             |             |  |
|                | Serge Nanni               | PCF            | 5 094        | 8,62         |             |             |  |
|                | Maurice Franceschi        | GÉ (EÉ)        | 4 688        | 7,93         |             |             |  |
|                | Patricia Calzetta         | LT-LNÉ         | 1 974        | 3,34         |             |             |  |
|                | Christian Palmade         | UDI            | 1 435        | 2,43         |             |             |  |
|                |                           |                |              |              |             |             |  |
| Inscrits       | Inscrits                  | Inscrits       | 91 498       | 100,00       | 91 498      | 100,00      |  |
| Abstentions    | Abstentions               | Abstentions    | 29 718       | 32,48        | 32 298      | 35,3        |  |
| Votants        | Votants                   | Votants        | 61 780       | 67,52        | 59 200      | 64,7        |  |
| Blancs et nuls | Blancs et nuls            | Blancs et nuls | 2 660        | 4,31         | 8 670       | 14,65       |  |
| Exprimés       | Exprimés                  | Exprimés       | 59 120       | 95,69        | 50 530      | 85,35       |  |

Le suppléant de Yann Piat était Philippe de Canson, conseiller général RPR du canton de Cuers, maire de La Londe-les-Maures. Philippe de Canson remplaça Yann Piat, décédée, du 26 février 1994 au 21 avril 1997.

### Élections de 1997
| Candidat       | Candidat                     | Parti          | Premier tour | Premier tour | Second tour | Second tour |  |
| Candidat       | Candidat                     | Parti          | Voix         | %            | Voix        | %           |  |
| -------------- | ---------------------------- | -------------- | ------------ | ------------ | ----------- | ----------- |  |
|                | Philippe de David-Beauregard | FN             | 15 593       | 26,37        | 19 834      | 35,81       |  |
|                | Jean-Pierre Giran élu        | RPR            | 13 066       | 22,09        | 35 560      | 64,19       |  |
|                | Jacques de Lustrac           | PRS (PS)       | 7 626        | 12,89        |             |             |  |
|                | Joël Canapa                  | PCF            | 6 071        | 10,27        |             |             |  |
|                | Léopold Ritondale            | Divers droite  | 5 669        | 9,59         |             |             |  |
|                | Roland Joffre                | Divers gauche  | 4 128        | 6,98         |             |             |  |
|                | Claude Rollandin             | LDI (MPF)      | 2 007        | 3,39         |             |             |  |
|                | Jean-René Cavanna            | GÉ             | 1 391        | 2,35         |             |             |  |
|                | Jean-Claude Alberigo         | Les Verts      | 1 138        | 1,92         |             |             |  |
|                | Armand Ramos                 | LT-LNÉ         | 759          | 1,28         |             |             |  |
|                | Alain Jaubert                | MDC            | 620          | 1,05         |             |             |  |
|                | Jean-Claude Grosse           | Divers droite  | 570          | 0,96         |             |             |  |
|                | Philippe Marie               | Extrême droite | 214          | 0,36         |             |             |  |
|                | Charles Ciccolini            | IR             | 169          | 0,29         |             |             |  |
|                | Denis Parra                  | Divers         | 120          | 0,2          |             |             |  |
|                |                              |                |              |              |             |             |  |
| Inscrits       | Inscrits                     | Inscrits       | 93 867       | 100,00       | 93 867      | 100,00      |  |
| Abstentions    | Abstentions                  | Abstentions    | 32 362       | 34,48        | 31 020      | 33,05       |  |
| Votants        | Votants                      | Votants        | 61 505       | 65,52        | 62 847      | 66,95       |  |
| Blancs et nuls | Blancs et nuls               | Blancs et nuls | 2 364        | 3,84         | 7 453       | 11,86       |  |
| Exprimés       | Exprimés                     | Exprimés       | 59 141       | 96,16        | 55 394      | 88,14       |  |

La suppléante de Jean-Pierre Giran était Édith Audibert, UDF, première adjointe au maire de La Crau.

### Élections de 2002
| Candidat       | Candidat                        | Parti             | Premier tour | Premier tour | Second tour | Second tour |  |
| Candidat       | Candidat                        | Parti             | Voix         | %            | Voix        | %           |  |
| -------------- | ------------------------------- | ----------------- | ------------ | ------------ | ----------- | ----------- |  |
|                | Jean-Pierre Giran sortant réélu | UMP               | 19 128       | 30,35        | 33 453      | 67,9        |  |
|                | Philippe de David-Beauregard    | FN                | 13 021       | 20,66        | 15 817      | 32,1        |  |
|                | Jean-Louis Masson               | UDF               | 10 434       | 16,56        |             |             |  |
|                | Roland Joffre                   | PRG               | 7 198        | 11,42        |             |             |  |
|                | Jean-Claude Alberigo            | Les Verts         | 4 451        | 7,06         |             |             |  |
|                | Joël Canapa                     | PCF               | 4 103        | 6,51         |             |             |  |
|                | Danielle Marchand               | CPNT              | 692          | 1,1          |             |             |  |
|                | Bernard Cancellata              | LT-LNÉ            | 610          | 0,97         |             |             |  |
|                | Jean-Marc Betuel                | MNR               | 555          | 0,88         |             |             |  |
|                | François Cornileau              | MPF               | 464          | 0,74         |             |             |  |
|                | Djamila Messai                  | LO                | 401          | 0,64         |             |             |  |
|                | Brigitte Lévy                   | Divers écologiste | 327          | 0,52         |             |             |  |
|                | Martine Jouniaux                | Pôle républicain  | 325          | 0,52         |             |             |  |
|                | Christine Lenoir                | MÉI               | 312          | 0,5          |             |             |  |
|                | Paul Prieur                     | MHAN              | 242          | 0,38         |             |             |  |
|                | Patrice Morel                   | Divers            | 240          | 0,38         |             |             |  |
|                | Hélène Virgil                   | PT                | 164          | 0,29         |             |             |  |
|                | Alain Brocard                   | GÉ                | 162          | 0,29         |             |             |  |
|                | Liliane Grinda                  | IR                | 141          | 0,22         |             |             |  |
|                | Claude Saulnier                 | Divers            | 45           | 0,07         |             |             |  |
|                |                                 |                   |              |              |             |             |  |
| Inscrits       | Inscrits                        | Inscrits          | 103 444      | 100,00       | 103 444     | 100,00      |  |
| Abstentions    | Abstentions                     | Abstentions       | 39 163       | 37,86        | 48 044      | 46,44       |  |
| Votants        | Votants                         | Votants           | 64 281       | 62,14        | 55 400      | 53,56       |  |
| Blancs et nuls | Blancs et nuls                  | Blancs et nuls    | 1 266        | 1,97         | 6 130       | 11,06       |  |
| Exprimés       | Exprimés                        | Exprimés          | 63 015       | 98,03        | 49 270      | 88,94       |  |

La suppléante de Jean-Pierre Giran était Patricia Bertolotto, avocate, conseillère municipale de La Valette-du-Var.

### Élections de 2007
|                | Jean-Pierre Giran sortant réélu | UMP            | 33 320  | 51,40  |  |  |  |
|                | Mireille Chabot                 | PS             | 10 222  | 15,77  |  |  |  |
|                | Josy Chambon                    | UDF–MoDem      | 4 813   | 7,42   |  |  |  |
|                | Joël Canapa                     | PCF            | 4 500   | 6,94   |  |  |  |
|                | Cécile Antoine                  | FN             | 4 293   | 6,62   |  |  |  |
|                | Marie-Christine Hamel           | Divers droite  | 1 924   | 2,97   |  |  |  |
|                | Chantal Mouttet                 | Les Verts      | 1 736   | 2,68   |  |  |  |
|                | François Cornileau              | MPF            | 959     | 1,48   |  |  |  |
|                | Pascal Quesnel                  | LCR            | 863     | 1,33   |  |  |  |
|                | Danielle Marchand               | CPNT           | 617     | 0,95   |  |  |  |
|                | Jean-Marc Betuel                | MNR            | 474     | 0,73   |  |  |  |
|                | Danièle Alfonse                 | GÉ             | 473     | 0,73   |  |  |  |
|                | Florence Latouche               | Divers         | 332     | 0,51   |  |  |  |
|                | Denis Querci                    | LO             | 297     | 0,46   |  |  |  |
|                | Jacques-Henri Larcher           | Divers droite  | 1       | 0,00   |  |  |  |
|                |                                 |                |         |        |  |  |  |
| Inscrits       | Inscrits                        | Inscrits       | 111 745 | 100,00 |  |  |  |
| Abstentions    | Abstentions                     | Abstentions    | 45 884  | 41,06  |  |  |  |
| Votants        | Votants                         | Votants        | 65 861  | 58,94  |  |  |  |
| Blancs et nuls | Blancs et nuls                  | Blancs et nuls | 1 037   | 1,57   |  |  |  |
| Exprimés       | Exprimés                        | Exprimés       | 64 824  | 98,43  |  |  |  |

### Élections de 2012
| Candidat       | Candidat                        | Parti                    | Premier tour | Premier tour | Second tour | Second tour |  |
| Candidat       | Candidat                        | Parti                    | Voix         | %            | Voix        | %           |  |
| -------------- | ------------------------------- | ------------------------ | ------------ | ------------ | ----------- | ----------- |  |
|                | Jean-Pierre Giran sortant réélu | UMP                      | 21 278       | 37,88        | 24 356      | 43,41       |  |
|                | Joël Canapa                     | PRG (PS)                 | 16 154       | 28,76        | 19 588      | 34,91       |  |
|                | Bruno Gollnisch                 | RBM (FN)                 | 13 550       | 24,12        | 12 159      | 21,67       |  |
|                | Gilberte Mandon                 | FG (PCF) (Divers gauche) | 2 395        | 4,26         |             |             |  |
|                | Françoise Guilmoto              | AÉI                      | 893          | 1,60         |             |             |  |
|                | Jean Donzel                     | AC                       | 813          | 1,45         |             |             |  |
|                | Jean-Louis Banès                | PCD                      | 545          | 0,97         |             |             |  |
|                | Anne Foata                      | FC (POC)                 | 193          | 0,34         |             |             |  |
|                | Frédéric Gourc                  | LO                       | 180          | 0,32         |             |             |  |
|                | Jacques Nikonoff                | M'PEP                    | 162          | 0,29         |             |             |  |
|                |                                 |                          |              |              |             |             |  |
| Inscrits       | Inscrits                        | Inscrits                 | 97 734       | 100,00       | 97 734      | 100,00      |  |
| Abstentions    | Abstentions                     | Abstentions              | 40 773       | 41,72        | 40 739      | 41,68       |  |
| Votants        | Votants                         | Votants                  | 56 961       | 58,28        | 56 995      | 58,32       |  |
| Blancs et nuls | Blancs et nuls                  | Blancs et nuls           | 798          | 1,4          | 892         | 1,57        |  |
| Exprimés       | Exprimés                        | Exprimés                 | 56 163       | 98,6         | 56 103      | 98,43       |  |

### Élections de 2017
|                                                                      |                                                                                |                           |                           |                          |                          |
|                                                                      |                                                                                | Premier tour 11 juin 2017 | Premier tour 11 juin 2017 | Second tour 18 juin 2017 | Second tour 18 juin 2017 |
|                                                                      |                                                                                |                           |                           |                          |                          |
|                                                                      |                                                                                | Nombre                    | % des inscrits            | Nombre                   | % des inscrits           |
| Inscrits                                                             | Inscrits                                                                       | 100 807                   | 100,00                    | 100 775                  | 100,00                   |
| Abstentions                                                          | Abstentions                                                                    | 51 085                    | 50,68                     | 58 092                   | 57,65                    |
| Votants                                                              | Votants                                                                        | 49 722                    | 49,32                     | 42 683                   | 42,35                    |
|                                                                      |                                                                                |                           | % des votants             |                          | % des votants            |
| Bulletins blancs                                                     | Bulletins blancs                                                               | 736                       | 1,48                      | 3 273                    | 7,67                     |
| Bulletins nuls                                                       | Bulletins nuls                                                                 | 265                       | 0,53                      | 1 319                    | 3,09                     |
| Suffrages exprimés                                                   | Suffrages exprimés                                                             | 48 721                    | 97,99                     | 38 091                   | 89,24                    |
|                                                                      |                                                                                |                           |                           |                          |                          |
| Candidat Étiquette politique (partis et alliances)                   | Candidat Étiquette politique (partis et alliances)                             | Voix                      | % des exprimés            | Voix                     | % des exprimés           |
|                                                                      |                                                                                |                           |                           |                          |                          |
|                                                                      | Alexandre Zapolsky La République en marche                                     | 16 523                    | 33,91                     | 18 521                   | 48,62                    |
|                                                                      | Jean-Louis Masson Les Républicains (Union des démocrates et indépendants)      | 11 302                    | 23,20                     | 19 570                   | 51,38                    |
|                                                                      | Aline Renck-Guigue Front national                                              | 10 486                    | 21,52                     |                          |                          |
|                                                                      | Danielle Lapierre La France insoumise                                          | 4 267                     | 8,76                      |                          |                          |
|                                                                      | Chantal Mouttet Europe Écologie Les Verts                                      | 1 648                     | 3,38                      |                          |                          |
|                                                                      | Marie Martin Debout la France                                                  | 987                       | 2,03                      |                          |                          |
|                                                                      | Anaïs Escudier Parti communiste français                                       | 814                       | 1,67                      |                          |                          |
|                                                                      | Daniel Mehl Divers droite (Confédération pour l'homme, l'animal et la planète) | 733                       | 1,50                      |                          |                          |
|                                                                      | Marine Agin Divers (Parti animaliste)                                          | 415                       | 0,85                      |                          |                          |
|                                                                      | Jean-Louis Banes Divers droite (Parti chrétien-démocrate)                      | 412                       | 0,85                      |                          |                          |
|                                                                      | Stéphane Simon Divers (Union populaire républicaine)                           | 349                       | 0,72                      |                          |                          |
|                                                                      | Franck Chauvet Divers (Convergence citoyenne)                                  | 311                       | 0,64                      |                          |                          |
|                                                                      | Françoise Guilmoto Écologiste (Mouvement 100 %)                                | 287                       | 0,59                      |                          |                          |
|                                                                      | Pierre Deidon Lutte ouvrière                                                   | 187                       | 0,38                      |                          |                          |
| Source : Ministère de l'Intérieur - Troisième circonscription du Var |                                                                                |                           |                           |                          |                          |

### Élections de 2022
|                                                    |                                                                                        |                           |                           |                          |                          |
|                                                    |                                                                                        | Premier tour 12 juin 2022 | Premier tour 12 juin 2022 | Second tour 19 juin 2022 | Second tour 19 juin 2022 |
|                                                    |                                                                                        |                           |                           |                          |                          |
|                                                    |                                                                                        | Nombre                    | % des inscrits            | Nombre                   | % des inscrits           |
| Inscrits                                           | Inscrits                                                                               | 104 073                   | 100                       | 104 086                  | 100                      |
| Abstentions                                        | Abstentions                                                                            | 53 162                    | 51,08                     | 54 678                   | 52,53                    |
| Votants                                            | Votants                                                                                | 50 911                    | 48,92                     | 49 408                   | 47,47                    |
|                                                    |                                                                                        |                           | % des votants             |                          | % des votants            |
| Bulletins blancs                                   | Bulletins blancs                                                                       | 682                       | 1,34                      | 2372                     | 4,80                     |
| Bulletins nuls                                     | Bulletins nuls                                                                         | 274                       | 0,54                      | 808                      | 1,64                     |
| Suffrages exprimés                                 | Suffrages exprimés                                                                     | 49 955                    | 98,12                     | 46 228                   | 93,56                    |
|                                                    |                                                                                        |                           |                           |                          |                          |
| Candidat Étiquette politique (partis et alliances) | Candidat Étiquette politique (partis et alliances)                                     | Voix                      | % des exprimés            | Voix                     | % des exprimés           |
|                                                    |                                                                                        |                           |                           |                          |                          |
|                                                    | Isabelle Montfort Ensemble                                                             | 13 877                    | 27,78                     | 22 921                   | 49,58                    |
|                                                    | Stéphane Rambaud Rassemblement national                                                | 13 503                    | 27,03                     | 23 307                   | 50,42                    |
|                                                    | Julia Peironet Bremond Nouvelle Union populaire écologique et sociale Parti socialiste | 8 127                     | 16,27                     |                          |                          |
|                                                    | Valérie Rialland Les Républicains                                                      | 5 503                     | 11,02                     |                          |                          |
|                                                    | Salomé Benyamin Reconquête                                                             | 4 080                     | 8,17                      |                          |                          |
|                                                    | Michel Grégoire Écologistes                                                            | 941                       | 1,88                      |                          |                          |
|                                                    | Olivier Calabro Divers droite                                                          | 793                       | 1,59                      |                          |                          |
|                                                    | Geoffrey Denizart Debout la France-Les Patriotes                                       | 739                       | 1,48                      |                          |                          |
|                                                    | Alexis Dominiak Écologistes                                                            | 709                       | 1,42                      |                          |                          |
|                                                    | Magalie Stortz Parti animaliste                                                        | 666                       | 1,33                      |                          |                          |
|                                                    | Delphine Rolland Régionalistes                                                         | 444                       | 0,89                      |                          |                          |
|                                                    | Pierre Deidon Lutte ouvrière                                                           | 296                       | 0,59                      |                          |                          |
|                                                    | Florian Fimbel Sans étiquette                                                          | 277                       | 0,55                      |                          |                          |

### Élections de 2024
| Candidat                 | Candidat                 | Parti et coalition       | Nuances                  | Premier tour | Premier tour | Second tour | Second tour |
| Candidat                 | Candidat                 | Parti et coalition       | Nuances                  | Voix         | %            | Voix        | %           |
| ------------------------ | ------------------------ | ------------------------ | ------------------------ | ------------ | ------------ | ----------- | ----------- |
|                          | Stéphane Rambaud         | RN                       | RN                       | 32 343       | 46,51        | 35 730      | 53,11       |
|                          | Isabelle Monfort         | HOR (ENS)                | ENS                      | 14 057       | 20,21        | 31 543      | 46,89       |
|                          | Julia Peironet-Brémond   | PS (NFP)                 | UG                       | 12 839       | 18,46        |             |             |
|                          | Julien Savelli           | LR                       | LR                       | 6 117        | 8,80         |             |             |
|                          | Charles Malot            | ÉAC                      | ECO                      | 1 574        | 2,26         |             |             |
|                          | Odile Judice             | REC                      | REC                      | 1 369        | 1,97         |             |             |
|                          | Delphine Rolland         | OP (R&PS)                | REG                      | 531          | 0,76         |             |             |
|                          | Alexis Dominiak          | MÉI                      | ECO                      | 455          | 0,65         |             |             |
|                          | Pierre Deidon            | LO                       | EXG                      | 259          | 0,37         |             |             |
|                          |                          |                          |                          |              |              |             |             |
| Votes valides            | Votes valides            | Votes valides            | Votes valides            | 69 544       | 97,94        | 67 273      | 65,13       |
| Votes blancs             | Votes blancs             | Votes blancs             | Votes blancs             | 981          | 1,38         | 2 021       | 2,89        |
| Votes nuls               | Votes nuls               | Votes nuls               | Votes nuls               | 479          | 0,67         | 709         | 1,01        |
| Total                    | Total                    | Total                    | Total                    | 71 004       | 100          | 70 003      | 100         |
| Abstention               | Abstention               | Abstention               | Abstention               | 32 268       | 31,25        | 33 280      | 32,22       |
| Inscrits / participation | Inscrits / participation | Inscrits / participation | Inscrits / participation | 103 272      | 68,75        | 103 283     | 67,78       |